# Las Milpas
Las Milpas es una ranchería del municipio de Huatabampo ubicada en el sur del estado mexicano de Sonora, en la zona del valle del río Mayo. Según los datos del Censo de Población y Vivienda realizado en 2010 por el Instituto Nacional de Estadística y Geografía (INEGI), Las Milpas tiene un total de 552 habitantes.
Su principal actividad económica es la pesca y la agricultura. El cultivo del camarón es muy popular en la zona, por lo que existe una gran cantidad de granjas camaroneras que dan trabajo a muchas familias de la región.
Las Milpas se encuentra dentro del territorio del Ejido Rancho Chapo, el cual se conforma con 44 ejidatarios que fueron beneficiados por el gobierno de Lázaro Cárdenas y su primaria hace honor a su nombre.
La danza del pascola y venado, así como el matachín son muy populares en la región ya que es un pueblo totalmente mayo, esto significa que la segunda lengua oficial después del castellano es la lengua mayo (que cada vez hay menos hablantes). Cada año en Cuaresma muchos habitantes de la región cumplen sus promesas (puestas por un familiar o por ellos mismos) saliendo de fariseos, marías o verónicas según sea el caso.
Actualmente cuenta con un preescolar, una primaria que lleva el nombre del Expresidente Lázaro Cárdenas y una Tele-secundaria que brindan educación a los niños y adolescentes del poblado. Para seguir con los estudios de bachillerato y licenciatura se tiene que ir al municipio de Huatabampo donde se encontraran diferentes alternativas en cuestión de bachillerato y un instituto tecnológico para el nivel licenciatura donde existen diferentes carreras a cursar.

## Geografía
Las Milpas se sitúa en las coordenadas geográficas 26°47′47″ de latitud norte y 109°46'06" de longitud oeste del meridiano de Greenwich, a una elevación de 4 metros sobre el nivel del mar.